# Gérard Philipe, le dernier hiver du Cid

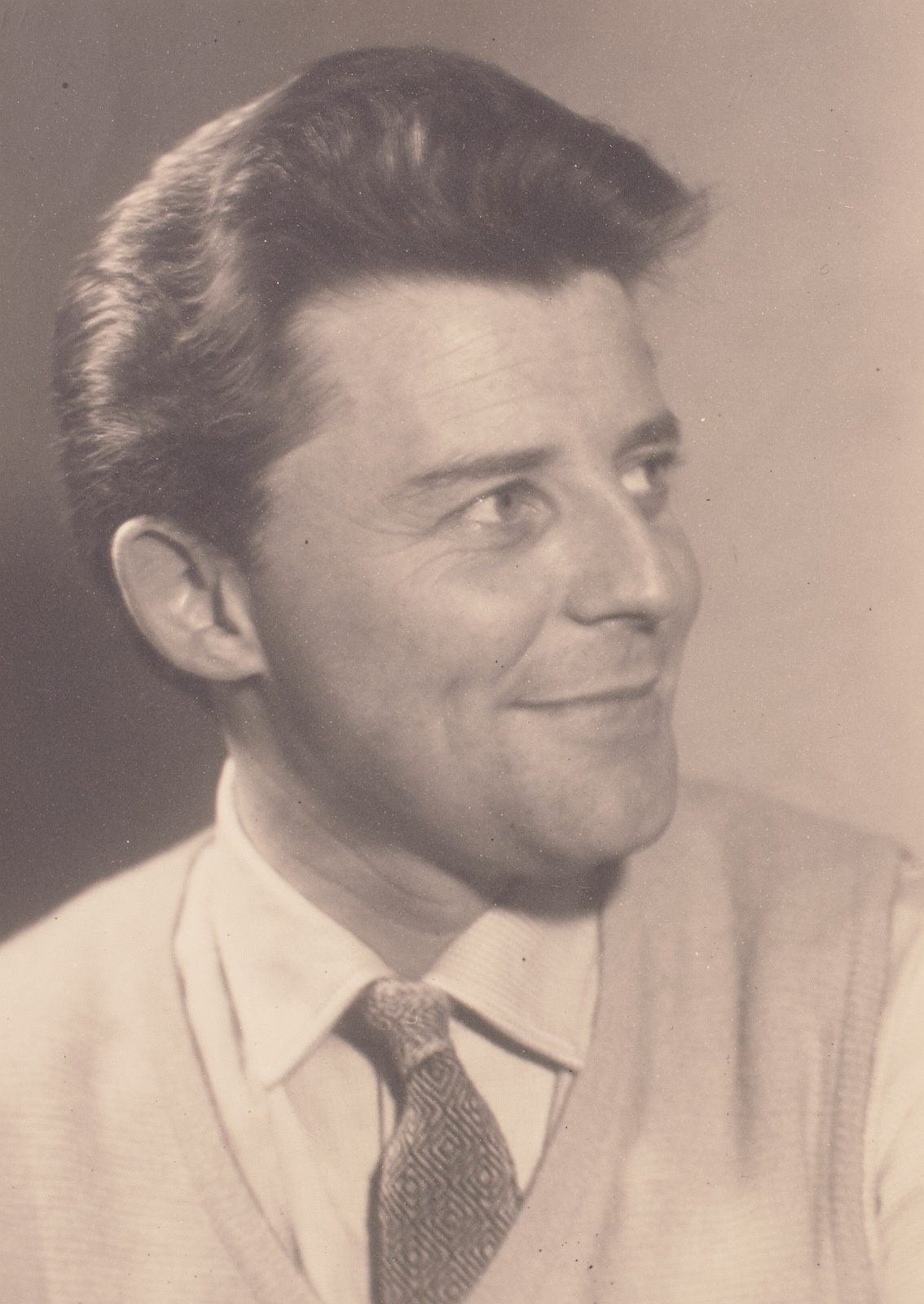
Gérard Philipe en 1955.

Gérard Philipe, le dernier hiver du Cid est un film documentaire français sorti en 2022 et réalisé par  Patrick Jeudy d'après l'ouvrage éponyme de Jérôme Garcin, gendre de l'acteur Gérard Philipe. 
Il a été projeté au Festival de Cannes, couplé avec une version restaurée de Fanfan la tulipe.

## Synopsis
Le livre de Jérôme Garcin se présente comme la chronique des jours derniers du comédien. Le documentaire débute au moment où Gérard Philipe apprend qu'il souffre d'une maladie. Il ignore cependant qu'il est condamné. Le réalisateur retrace la vie artistique mais aussi le parcours militant de l'acteur.

## Fiche technique
- Réalisation et scénario : Patrick Jeudy, d'après le livre de Jérôme Garcin, Gérard Philipe, le dernier hiver du Cid, publié chez Gallimard en 2019.
- Photographie : Éric Turpin[3]
- Montage : Barthélémy Vieillot
- Documentaliste : Marie-Hélène Barbéris
- Narration : Romane Bohringer
- Production : Tancrède Ramonet, Temps noir
- Date de sortie :
  - France : 20 mai 2022 (Festival de Cannes)[4]

## Critiques
Pour Le Figaro, c'est un beau documentaire qui retrace avec des archives inédites les derniers jours de Gérard Philipe.
Pour Télérama, ce documentaire rendant hommage au comédien est « parfois décousu »